# Billy Williams (direttore della fotografia)
Billy Williams (Walthamstow, 3 giugno 1929 – 21 maggio 2025) è stato un direttore della fotografia britannico, vincitore di un premio Oscar per Gandhi.

## Biografia
Ottenne tre candidature all'Oscar alla migliore fotografia, la prima nel 1971 per Donne in amore di Ken Russell, la seconda nel 1982 per Sul lago dorato di Mark Rydell e la terza nel 1983 per Gandhi di Richard Attenborough, per cui vinse la statuetta assieme a Ronnie Taylor.

## Filmografia parziale
- Il cervello da un miliardo di dollari (Million Dollar Brain), regia di Ken Russell (1967)
- Gioco perverso (The Magus), regia di Guy Green (1968)
- Donne in amore (Women in Love), regia di Ken Russell (1969)
- Sapore di donna (Tam-Lin), regia di Roddy McDowall (1970)
- Domenica, maledetta domenica (Sunday Bloody Sunday), regia di John Schlesinger (1971)
- X Y e Zi (Zee and Co.), regia di Brian G. Hutton (1972)
- La papessa Giovanna (Pope Joan), regia di Michael Anderson (1972)
- Ad un'ora della notte (Night Watch), regia di Brian G. Hutton (1973)
- Il vento e il leone (The Wind and the Lion), regia di John Milius (1975)
- La nave dei dannati (Voyage of the Damned), regia di Stuart Rosenberg (1976)
- L'avvocato del diavolo (Des Teufels Advokat), regia di Guy Green (1977)
- L'amico sconosciuto (The Silent Partner), regia di Daryl Duke (1978)
- Vivere alla grande (Going in Style), regia di Martin Brest (1979)
- Saturn 3, regia di Stanley Donen (1980)
- Sul lago dorato (On Golden Pond), regia di Mark Rydell (1981)
- Monsignore (Monsignor), regia di Frank Perry (1982)
- Gandhi, regia di Richard Attenborough (1982)
- Come ti ammazzo un killer (The Survivors), regia di Michael Ritchie (1983)
- Prova d'innocenza ( Ordeal by Innocence), regia di Desmond Davis (1984)
- Gioco mortale (The Manhattan Project), regia di Marshall Brickman (1986)
- Suspect - Presunto colpevole (Suspect), regia di Peter Yates (1987)
- La vita è un arcobaleno (The Rainbow), regia di Ken Russell (1989)
- Stella, regia di John Erman (1990)